# Danais aurantiaca
Danais aurantiaca är en måreväxtart som beskrevs av Anne-Marie Homolle. Danais aurantiaca ingår i släktet Danais och familjen måreväxter. Inga underarter finns listade i Catalogue of Life.